# Viola rhodopeia
Viola rhodopeia W.Becker – gatunek roślin z rodziny fiołkowatych (Violaceae). Występuje endemicznie w południowo-zachodniej Bułgarii. 

## Morfologia
PokrójBylina dorastająca do 20 cm wysokości, tworzy kłącza.
LiścieBlaszka liściowa ma równowąsko lancetowaty kształt, jest karbowana na brzegu, ma stłumioną nasadę i ostry wierzchołek. Ogonek liściowy jest nagi. Przylistki są równowąskie.
KwiatyPojedyncze, wyrastające z kątów pędów. Mają działki kielicha o lancetowatym kształcie. Płatki są odwrotnie jajowate i mają żółtą barwę, dolny płatek posiada obłą ostrogę o długości 6 mm.

## Biologia i ekologia
Rośnie na łąkach. Kwitnie od czerwca do sierpnia. 